# Louches
Louches (Nederlands: Lotesse) is een gemeente in het Franse departement Pas-de-Calais (regio Hauts-de-France). De gemeente telt 802 inwoners (2005) en maakt deel uit van het arrondissement Calais.

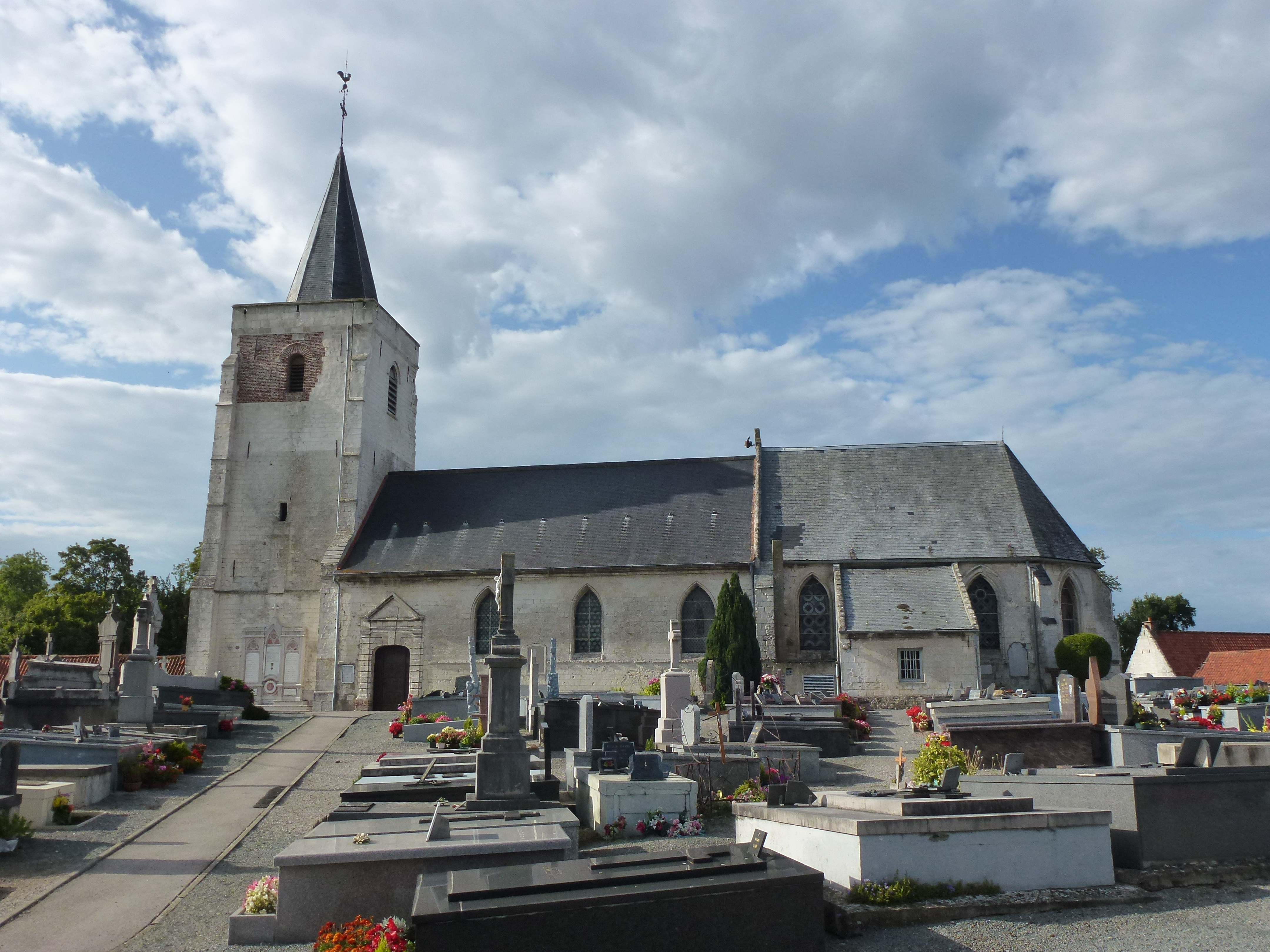
Église Saint-Omer

## Geschiedenis
Over het grondgebied liep de Leulène, een oude Romeinse of pre-Romeinse weg van Terwaan richting Sangatte.
Oude vermeldingen van de plaats dateren uit de 11de eeuw als Lotenes en Lotersa en de 12de eeuw als Lothese. In Louches bevonden zich vroeger verschillende heerlijkheden en een paar kastelen, waaronder Créseques (Kerseke) en Estiembecque (Steenbeke).

## Geografie
De oppervlakte van Louches bedraagt 12,9 km², de bevolkingsdichtheid is 62,2 inwoners per km². Naast het dorpscentrum bevinden zich in de gemeente nog verschillende gehuchten. In het noorden liggen het gehucht Berthem, op de grens met buurgemeente Zutkerque, en het gehucht Lostrat. In het oosten liggen La Grande Rue en La Table Ronde. In het zuiden de kleine gehuchtjes Haguemberg en Hondrecoutre. In het westen ligt Lostebarne in een stuk grondgebied dat bijna van de rest van de gemeente is afgesneden door het grondgebied van de gemeente Autingues, waarvan het centrum tussen Lostebarne en het dorpscentrum van Louches in ligt.
De onderstaande kaart toont de ligging van Louches met de belangrijkste infrastructuur en aangrenzende gemeenten.

## Bezienswaardigheden
- De Sint-Omaarskerk (Église Saint-Omer). Een doopvont met een kuip uit het eind van de 13de eeuw en een voet uit de 15de eeuw werd in 1911 geklasseerd als monument historique. Een 17de-eeuws marmeren wijwatervat werd in 1958 geklasseerd.

## Demografie
Onderstaande figuur toont het verloop van het inwonertal (bron: INSEE-tellingen).

## Verkeer en vervoer
Door het noorden van de gemeente loopt de weg van Sint-Omaars naar Ardres.